# 영훈초등학교
영훈초등학교(泳薰初等學校)는 대한민국 서울특별시 강북구 도봉로 13가길 19에 있는 사립 초등학교이다.

## 학교 연혁
- 1965년 3월 27일: 개교
- 2025년 3월 27일: 개교 60주년